# Swedish Open 1993
Lo Swedish Open 1993 è stato un torneo di tennis giocato sulla terra rossa. È stata la 46ª edizione dello Swedish Open, che fa parte della categoria World Series nell'ambito dell'ATP Tour 1993. Si è giocato al Båstad Tennis Stadion di Båstad in Svezia,dal 5 all'11 luglio 1993.

## Campioni

### Singolare
Horst Skoff ha battuto in finale  Ronald Agénor con il punteggio di 7–5 1–6 6–0

### Doppio
Henrik Holm /  Anders Järryd hanno battuto in finale  Brian Devening /  Tomas Nydahl con il punteggio di 6–1 3–6 6–3